# Phrygile bicolore
Idiopsar erythronotus
Pour les articles homonymes, voir Phrygile.
Espèce
Statut de conservation UICN

 LC  : Préoccupation mineure
Le Phrygile bicolore (Idiopsar erythronotus) est une espèce de passereaux appartenant à la famille des Thraupidae.

## Répartition
Cet oiseau peuple le sud de la puna.